# Expr

Comanda UNIX expr evaluează o expresie și tipărește rezultatul. Comanda este implementată în pachetul GNU Coreutils.

## Sintaxă
```
expr EXPRESIE
```

unde EXPRESIE poate fi
- ARG1 | ARG2 - sau
- ARG1 & ARG2 - și
- ARG1 < ARG2 - mai mic
- ARG1 <= ARG2 - mai mic sau egal
- ARG1 = ARG2 - egal
- ARG1 != ARG2 - diferit
- ARG1 >= ARG2 - mai mare sau egal
- ARG1 > ARG2 - mai mare
- ARG1 + ARG2 - adunare
- ARG1 - ARG2 - scădere
- ARG1 * ARG - înmulțire
- ARG1 / ARG2 - împărțire
- ARG1 % ARG2 - rest
- STRING : REGEXP - expresie regulată
- match STRING REGEXP - echivalent cu STRING : REGEXP
- substr STRING POS LENGTH - substring
- index STRING CHARS - index in STRING unde CHARS este găsit
- length STRING - lungimea șirului
- + TOKEN - interpretează TOKEN ca un string

## Exemple
```
# expr length  "abcdef"  "<"  5
0
# expr length  "abcdef"  ">"  5
1
```